# Sendeturm Mulhouse-Belvédère
Der Sendeturm Mulhouse-Belvédère ist ein 1997 errichteter 194 Meter hoher als freistehender Stahlfachwerkturm ausgeführter Sendeturm auf dem Berg Belvedere im Südosten von Mülhausen im Elsass. Der Sendeturm Mulhouse-Belvedere ist im Unterschied zum namensgebenden Tour du Belvédère für die Öffentlichkeit nicht zugänglich. Nach dem Eiffelturm in Paris ist der Sendeturm Mulhouse-Belvédère der zweithöchste nicht abgespannte Stahlturm Frankreichs.

## Geschichte
Am Standort existiert bereits seit den 1950er Jahren ein Sendeturm. Dieser war ursprünglich 165 Meter hoch, wurde später auf 187 Meter aufgestockt. Die Türme waren auch als Stahlfachwerktürme gestaltet und bildeten eine Basis aus drei Pfeilern. Die freitragende Konstruktion wählte man, weil der Turm in einem relativ dicht bewohnten Gebiet steht und damit weniger Platz benötigt. Der damalige Turm hatte aus Flugsicherungsgründen eine durchgängig rot-weiße Bemalung.
1997 kam es dann zu einer weiteren Überarbeitung, so dass der heutige Turm eine Höhe von 197 Metern aufweist. Das ursprüngliche Vorhaben, den Turm auf eine Höhe von 220 bis 250 Metern aufzustocken, wurde aufgrund von Einsprüchen der Anwohner wieder verworfen.

## Nutzung
Der Sendeturm dient neben der Verbreitung von Hörfunk- und Fernsehsignalen auch zur Übermittlung von Daten und Gespräche von Mobilfunkbetreibern sowie als Richtfunkstation.

### Mobilfunk und Richtfunk
- SFR (2G, 3G, 4G, Richtfunk)
- free (3G, 4G, Richtfunk)
- Bouygues Telecom (2G, 3G, 4G, Richtfunk)
- Orange (2G, 3G)

- EDF (terrestrisch)
- IFW (WiMAX) (WLL mit 3 GHz)
- TDF (Richtfunk)
- Towercast (Richtfunk)

### Analoger Hörfunk (UKW)
| Frequenz (MHz) | Programm           | RDS PS   | RDS PI | Regionalisierung | ERP (kW) | Antennendiagramm rund (ND)/gerichtet (D) | Polarisation horizontal(H)/ vertikal (V) |
| -------------- | ------------------ | -------- | ------ | ---------------- | -------- | ---------------------------------------- | ---------------------------------------- |
| 88,6           | France Culture     | _CULTURE | F202   | –                | 100      | D (200°–40°)                             | H                                        |
| 91,2           | RTL 2              | __RTL2__ | F215   | Mülhausen        | 1        | D (220°–10°)                             | V                                        |
| 91,6           | France Musique     | MUSIQUE_ | F203   | –                | 100      | D (200°–40°)                             | H                                        |
| 92,2           | Fun Radio          | __F_U_N_ | F217   | –                | 1        | D (280°–10°)                             | V                                        |
| 93,1           | Radio Monte Carlo  | RMC_INFO | F216   | –                | 1        | D (220°–10°)                             | V                                        |
| 94,8           | Europe 1           | EUROPE_1 | F213   | –                | 1        | D (220°–10°)                             | V                                        |
| 95,3           | Phare FM           | PHARE_FM | F751   | –                | 0,4      | D (140°–60°)                             | V                                        |
| 95,7           | France Inter       | __INTER_ | F201   | –                | 100      | D (200°–40°)                             | H                                        |
| 98,1           | Radio ECN          | __ECN___ | F795   | –                | 1        | D (220°–10°)                             | V                                        |
| 98,6           | Flor FM            | FLOR'FM_ | F787   | –                | 1        | D (290°–10°)                             | V                                        |
| 99,4           | Nostalgie          | NOSTALGI | F218   | Mülhausen        | 1        | D (130°–60°)                             | V                                        |
| 99,8           | Virgin Radio       | _VIRGIN_ | F218   | Elsass           | 1        | D (220°–10°)                             | V                                        |
| 100,5          | Skyrock            | SKYROCK_ | F214   | –                | 1        | D (280°–10°)                             | V                                        |
| 102,1          | NRJ                | __NRJ___ | F220   | Elsass           | 1        | D (130°–60°)                             | V                                        |
| 102,6          | France Bleu Alsace | BLEUALSA | F405   | –                | 100      | D (200°–40°)                             | H                                        |
| 104,6          | Radio Dreyeckland  | DREYECKD | F732   | –                | 1        | ND                                       | V                                        |
| 105,5          | France Info        | __INFO__ | F206   | –                | 100      | D (200°–40°)                             | H                                        |
| 107,1          | RTL                | __RTL___ | F211   | –                | 1        | D (280°–20°)                             | V                                        |

### Digitales Fernsehen (DVB-T)
| Kanal | Frequenz (in MHz) | Multiplex               | Programme im Multiplex                                                                                | ERP (in kW) | Antennen- diagramm rund (ND) / gerichtet (D) | Polarisation horizontal (H) / vertikal (V) |
| ----- | ----------------- | ----------------------- | --- | ----------- | -------------------------------------------- | ------------------------------------------ |
| 21    | 474               | TNT R6                  | - ARTE - TF1 - NRJ 12 - La Chaîne Info (Pay-TV) - Eurosport (Pay-TV) - TF6 (Pay-TV) - TMC Monte Carlo | 100         | D (150–70°)                                  | H                                          |
| 24    | 498               | TNT R1 Alsace Haut-Rhin | - France 2 - France 3 (Elsass Haut-Rhin) - France 5 - France Ô - La Chaîne parlementaire - Alsace20   | 100         | D (150–70°)                                  | H                                          |
| 27    | 522               | TNT R2                  | - BFM TV - CStar - Gulli - CNews - C8 - France 4                                                      | 100         | D (150–70°)                                  | H                                          |
| 37    | 602               | TNT R4                  | - Paris Première (Pay-TV) - TFX - ARTE HD - W9 - M6                                                   | 100         | D (240–70°)                                  | H                                          |
| 53    | 730               | TNT R5                  | - France 2 HD - M6 HD - TF1 HD                                                                        | 100         | D (240–70°)                                  | H                                          |
| 54    | 738               | TNT R3                  | - Planète+ (Pay-TV) - Canal+ Sport (Pay-TV) - Canal+ Cinéma (Pay-TV) - Canal+ (Pay-TV)                | 100         | D (240–70°)                                  | H                                          |
| ?     | ?                 | TNT R7 1)               | - HD1 - Chérie 25 - Canal+ Cinéma - L’Equipe 21                                                       | ?           | D                                            | H                                          |
| ?     | ?                 | TNT R8 1)               | - 6ter - RMC Découverte - Numéro 23                                                                   | ?           | D                                            | H                                          |

1) Ab 21. Oktober 2014

### Analoges Fernsehen (SECAM)
Vor der Umstellung auf DVB-T diente der Sendestandort weiterhin für analoges Fernsehen (→ SECAM):
| Kanal | Frequenz (MHz) | Programm      | ERP (kW) | Sendediagramm rund (ND)/ gerichtet (D) | Polarisation horizontal (H)/ vertikal (V) |
| ----- | -------------- | ------------- | -------- | -------------------------------------- | ----------------------------------------- |
| 5     | 176,00         | Canal+        | 83       | ND                                     | H                                         |
| 21    | 471,25         | France 2      | 780      | ND                                     | H                                         |
| 24    | 495,25         | France 3      | 780      | ND                                     | H                                         |
| 27    | 519,25         | TF1           | 780      | ND                                     | H                                         |
| 40    | 623,25         | France 5/Arte | 0,3      | D                                      | V                                         |
| 50    | 703,25         | M6            | 0,3      | D                                      | V                                         |